# Africactenus fernandensis
Africactenus fernandensis är en spindelart som först beskrevs av Simon 1910.  Africactenus fernandensis ingår i släktet Africactenus och familjen Ctenidae.
Artens utbredningsområde är Bioko. Inga underarter finns listade i Catalogue of Life.